# Xã Brownhelm, Quận Lorain, Ohio
Xã Brownhelm (tiếng Anh: Brownhelm Township) là một xã thuộc quận Lorain, tiểu bang Ohio, Hoa Kỳ. Năm 2010, dân số của xã này là 7.618 người.